# Макара Арсеній Мартинович
Арсеній (Арсен) Мартинович Макара (31 січня 1916, с. Луб'янка, Київський повіт, Київська губернія — 17 квітня 1975, Київ) — український науковець–зварювальник, металознавець, металург, член-кореспондент АН УРСР, доктор технічних наук, професор. Заклав основи технології зварювання металів плавкою.

## Біографія

Могила Арсенія Макари та його родини, Байкове кладовище

Народився в с. Луб'янка Київської області. Працював слюсарем у Київському обласному транспортному тресті і одночасно навчався на робітфаку. У 1935 р. Арсеній Макара став студентом КПІ. У 1940 році закінчив Київський політехнічний інститут і працював в Інституті електрозварювання АН УРСР.
У 1946 р. А. М. Макара захищає кандидатську дисертацію, а з 1948 очолює лабораторію, яка незабаром була перетворена у відділ зварювання високоміцних середньо-легованих сталей. Талант дослідника проявився вже у важких умовах роботи в воєнні роки на «Уралвагонзаводі» в Нижньому Тагілі.
У 1954 р. А. М. Макара призначається заступником директора Інституту електрозварювання. Тривалий час є головою наукових семінарів, членом Вченої ради інституту. У 1964 р. А. М. Макара захищає докторську дисертацію.
Син — фізик-матеріалознавець, доктор фізико-математичних наук Володимир Макара (1945—2020).
З 1956 року до кінця життя жив в Києві, в будинку № 10 по вулиці Свердлова. Раптово помер на 60-му році життя 17 квітня 1975 року, під час доповіді на засіданні президії Академії наук УРСР. Похований разом з родиною на Байковому кладовищі (ділянка № 47, 50°25′10.22″ пн. ш. 30°30′8.79″ сх. д. / 50.4195056° пн. ш. 30.5024417° сх. д.).
У 1986 році в Києві на вулиці Горького, 69, де працював учений, було відкрито меморіальну дошку.

## Наукова діяльність
З середини 1930-х років особливу увагу в інституті приділялося поліпшенню якості зварних з'єднань і підвищенню продуктивності дугового зварювання. Молодший науковий співробітник Арсеній Макара працював в технологічному відділі під керівництвом В. І. Дятлова і підключився до вирішення металургійних проблем, над якими в цей період працювали спеціалісти в багатьох країнах. Цьому складному направленню зварювальної науки він залишився вірним до кінця життя.

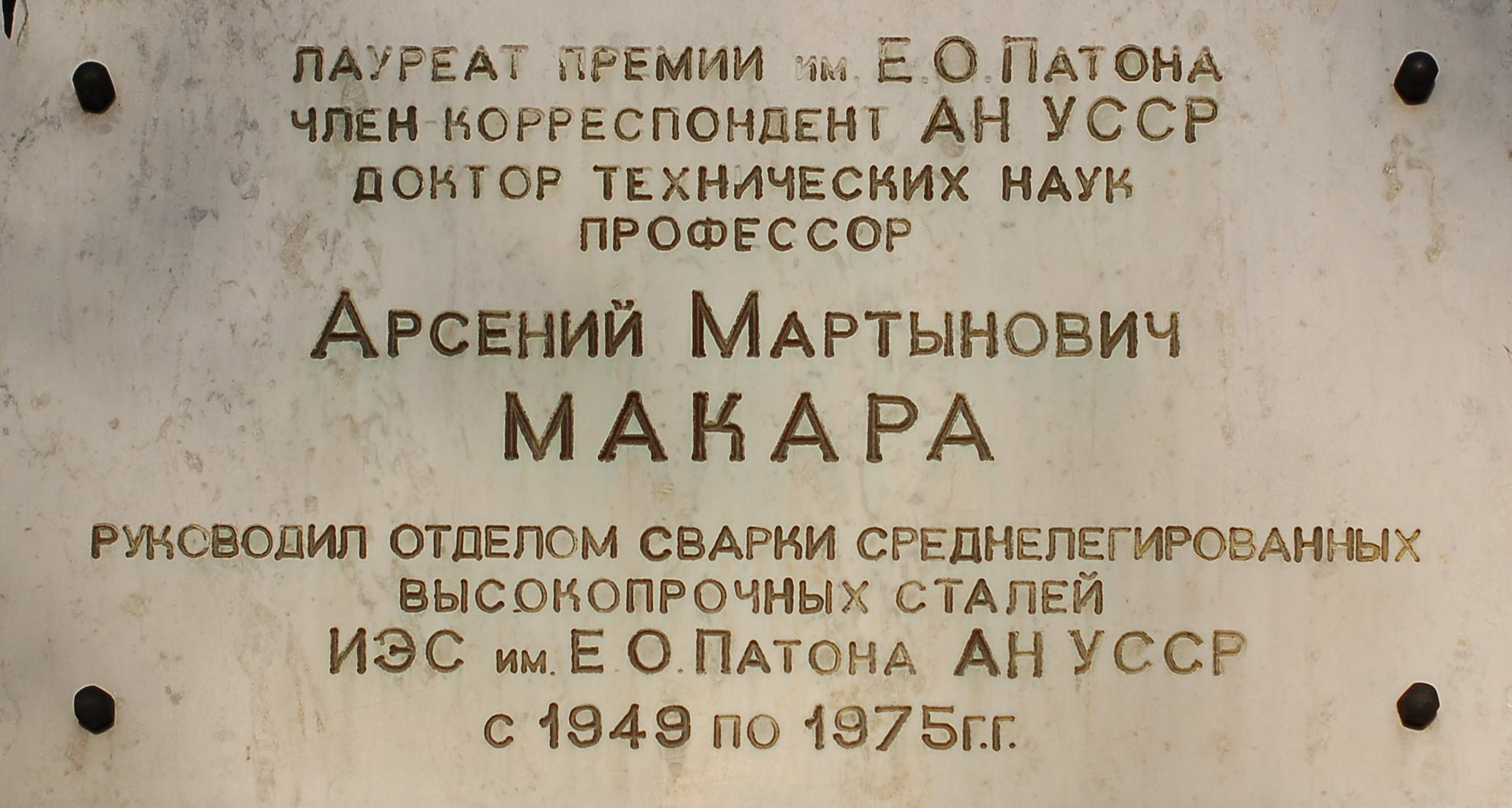
Меморіальна дошка на вулиці Антоновича

Ночами, у вільний від роботи час, на позиченому осцилографі Б. Є. Патон і А. М. Макара досліджували процеси, що протікають при автоматичному зварюванні під флюсом і довели наявність дугового розряду. В монографії молодих вчених вперше були описані умови розробки нових флюсів, вибір режимів, викладена теорія створення автоматів для дугового зварювання. В цей же період А. М. Макара бере участь в експериментах по зварюванню декількома дугами, перевіряє перспективність ряду ідей. Отримані результати в подальшому були розвинені в високопродуктивні технології.
Проте головним у науковій діяльності А. М. Макари стала зварка спеціальних сталей. Саме йому довелося закріпити пріоритет Інституту електрозварки в області створення (вперше в світі) технології дугового автоматичного зварювання броньових сталей. У 1948 р. стаття А. М. Макари і Б. І. Медовара про кристалізацію зварювальної ванни ініціювала дискусію, в результаті якої сформувався ряд актуальних напрямів розвитку зварювальної науки. Зокрема, були отримані унікальні результати дослідження умов кристалізації швів при великих швидкостях зварювання.
А. М. Макара бере участь у виконанні програми з 25 тем, висунутої Е. О. Патоном в 1948 р. у зв'язку з дискусією по зварних мостах і починає вести ще один науково-практичний напрямок: поліпшення і створення нових конструкційних низьколегованих сталей. У 1952 р. А. М. Макара бере участь в розробці низькокремністих і низькомарганцових плавлених флюсів, які забезпечують зниження шкідливих домішок і зрушують поріг холодноламкості легованих сталей. Роботи А. М. Макари знаходять широке застосування в танко- і суднобудуванні, у виробництві будівельних конструкцій. В цей же період завдяки впровадженню високошвидкісного дугового зварювання вирішується проблема випуску труб на заводах Харцизька та Маріуполя.
Переваги електрошлакових процесів не могли б повністю реалізуватися без участі А. М. Макари і співробітників його відділу. Дослідження умов виникнення тріщин при зварюванні легованих сталей, впливу параметрів режиму зварювання і термообробки на механічні властивості з'єднань і ряд інших робіт відкрили нові можливості електрошлакового зварювання сталей, з яких виготовляють конструкції потужного металургійного і енергетичного устаткування, стартових установок для балістичних ракет, корпусів підводних човнів і ін.
В останні роки А. М. Макара працює над створенням технологій і матеріалів для електродугової, електрошлакової, електронно-променевої і дифузійної зварки високоміцних і різнорідних сталей, отримання традиційними методами стійких проти утворення перегріву сталей і їх термічної обробки, отримання методами спеціальної електрометалургії і зварювання композиційних сталей. Він вивчає закономірності плавлення, зміни хімічного складу, кристалізації металу, формування з'єднань при зварюванні і споріднених процесах, дифузії елементів в зоні з'єднання. Велику увагу приділяє глибоким і всебічним дослідженням природи і механізму утворення холодних тріщин в зварних з'єднаннях сталей, фазових і структурних перетворень при зварюванні.
А. М. Макара користувався великою повагою серед співробітників і колег. Питання наукового й організаційного характеру вирішувалися їм не поспішаючи, з ретельним обмірковуванням дрібниць, що забезпечувало повне їх виконання. Ним підготовлено понад 15 кандидатів і докторів наук, опубліковано 8 монографій.

## Нагороди
Нагороджений орденом «Знак Пошани», Лауреат Державної премії УРСР та Премії імені Е. О. Патона (1970).